# 伯尔苏姆
伯尔苏姆是德国下萨克森州的一个市镇。总面积30.60平方公里，总人口2791人，其中男性1370人，女性1421人（2011年12月31日），人口密度91人/平方公里。